# I Wanna
"I Wanna", original I Wonna, är en sång skriven av Maria Naumova och Marats Samauskis, samt framförd av Maria Naumova i Eurovision Song Contest 2002. Bidraget tävlade för Lettland och vann med 176 poäng.
Sången handlar om kärlek, där sångens jag-person talar om för sin älskade hur hon vill vara för honom.